# ماريا بلون
ماريا بلون (بالإسبانية: María Belón)‏: هي مؤلفة، متحدث تحفيزي، وفيزيائية أسبانية. والناجية من تسونامي في المحيط الهندي الذي ضرب ودمر تايلند وتلك المنطقة في عام 2004. تم تحويل قصة ماريا وعائلتها إلى فيلم المستحيل، صدر في 11 أكتوبر 2012 في إسبانيا، وفي 21 ديسمبر 2012 في الولايات المتحدة. والذي ترشحت عنه نعومي واتس لجائزة الأوسكار.

## الحياة الشخصية
درست لتصبح طبيبة وعملت في السابق كأستاذة إدارة في كلية ESADE للأعمال، وكمستشارة أعمال لشركات مثل بيبسي. وقد ذكرت أن بعض أفراد عائلتها من جزر الكناري.

## روابط خارجية
- ماريا بلون على موقع IMDb (الإنجليزية)